# Agnes Bluhm
Pour les articles homonymes, voir Bluhm.
Agnes Bluhm est une gynécologue, hygiéniste raciale et eugéniste allemande, née le 9 janvier 1862 à Constantinople (Empire ottoman), et décédée le 12 novembre 1943 à Beelitz (Allemagne).

## Biographie
En 1884, elle part faire ses études à l'université de Zurich, pays où les femmes sont autorisées à étudier la médecine. Là, elle rencontre Friedrich Nietzsche, dont elle devient l'étudiante. Elle s'établit en tant que gynécologue à Berlin en 1890, à la fin de ses études. Elle est la troisième médecin femme à Berlin, après Emilie Lehmus (en) et Franziska Tiburtius (en), avec qui elle fonde une clinique pour les femmes pauvres.
Elle est l'une des premières membres de la Société d'hygiène raciale (Gesellsschaft für Rassenhygiene) en 1905, influencée par les idées d'Auguste Forel et d'Alfred Ploetz. Cette société est l'une des principales organisations s'intéressant à la question de la « race » à l'époque. Comme eux, elle croit en l'obligation d'une certification de bonne santé avant le mariage, prouvant une absence de maladie vénérienne ou de trouble psychique. Elle reçoit la médaille Leibniz d'argent pour ses recherches.
En 1907, elle commence à collaborer à la revue de la Société, les Annales de biologie raciale et sociale (Archiv für Rassen-und-Gesellsschaftsbiologie) et devient, en 1924, membre du comité de rédaction.
Quelques années plus tard, en 1912, elle assiste au premier Congrès international d'eugénisme à Londres, où elle fait un exposé sur le thème « Hygiène raciale et obstétrique ».
En tant que membre de la Ligue pour la protection maternelle, elle est contre le droit de l'avortement sauf pour des raisons eugénistes (maladies congénitales, physique ou psychique). Elle explique ses vues sur la maternité et l’hygiène raciale dans son ouvrage de 1938, The Racial Hygiene Problem for Women Physicians.
En 1919, Agnes Bluhm entre à l’Institut de biologie Kaiser-Wilhelm, où elle commence des recherches sur le lien entre l'hérédité et l'alcoolisme, recherche pour laquelle elle reçoit une bourse de la fondation Rockefeller. Dans les années qui suivent, elle tente de prouver les effets nocifs de l’alcoolisme sur le plasma sanguin.
Pendant la guerre, elle reçoit la médaille Goethe pour l'art et la science.
Agnes Bluhm meurt à Beelitz en 1943.

## Publications
- (de) Die rassenhygienischen Aufgaben des weiblichen Arztes, Berlin, 1934
- (de) Das Gesetz zur Verhütung erbkranken Nachwuchses, in Die Frau Bd 41, S 529-538, 1934
- (de) Alfred Ploetz zum Gedächtnis, in Die Ärztin Bd 8, S 213-214, 1940

## Distinctions
- 1931 – Médaille Leibniz de l'Académie prussienne des Sciences
- 1940 – Médaille Goethe de l'art et de la science (première femme à la recevoir)